# Дев'ятирська сільська рада
| Дев'ятирська сільська рада — орган місцевого самоврядування у Жовківському районі Львівської області з адміністративним центром у с. Дев'ятир. Історична дата утворення: в 1991 році. Сільській раді підпорядковані населені пункти: - с. Дев'ятир - с. Вільшанка - с. Капелюх - с. Ковалі - с. Лосини - с. Сорочі Лози - с. Чорнії |

## Склад ради
Рада складається з 14 депутатів та голови.

### Керівний склад ради
| ПІБ                   | Основні відомості                                                                                      | Дата обрання | Дата звільнення |
| --------------------- | --- | ------------ | --------------- |
| Шупер Тарас Дмитрович | Сільський голова, 1977 року народження, освіта, безпартійний                                           | 26.03.2006   | 31.10.2010      |
| Шупер Тарас Дмитрович | Сільський голова, 1977 року народження, освіта середня загальна, член політичної партії 'Наша Україна' | 31.10.2010   |                 |

Примітка: таблиця складена за даними джерела